# Wrijvingsweerstand (hydrodynamica)
Wrijvingsweerstand {\displaystyle R_{F}} ontstaat door het langs de scheepshuid stromende water. Door de viscositeit blijven waterdeeltjes aan de huid 'plakken'; de waterdeeltjes nemen dezelfde snelheid aan als de huid. De resulterende schuifspanning op de huid, wordt ervaren als wrijving. Deze huidwrijvingweerstand {\displaystyle R_{FO}} wordt beïnvloed door het vormeffect op de huidwrijving. De huidwrijvingsweerstand is onderdeel van de totale scheepsweerstand en kan berekend worden. Hierdoor kan bij sleepproeven de gemeten totale weerstand verminderd worden met de berekende wrijvingsweerstand, waarna de restweerstand {\displaystyle R_{R}} overblijft die bestaat uit drukweerstand {\displaystyle R_{P}} en golfweerstand {\displaystyle R_{W}}.

## Schuifspanning
Water wordt beschouwd als newtoniaanse vloeistof, waarbij de schuifspanning rechtevenredig toeneemt met de gradiënt van de stroomsnelheid loodrecht op het schuifvlak:
{\displaystyle \tau =\mu {\frac {dv}{dy}}}
waarbij:
{\displaystyle \tau } de schuifspanning op de stof is (deze ontstaat door de weerstand van de stof tegen het stromen, de "vloeiweerstand");
{\displaystyle \mu }, waarvoor ook wel {\displaystyle \eta } voor wordt gebruikt, is de dynamische viscositeit van de stof - deze is bij een newtoniaanse vloeistof een constante;
{\displaystyle {\frac {dv}{dy}}} is de gradiënt (verandering) van de stroomsnelheid loodrecht op het schuifvlak. Het schuifvlak is het vlak waarover schuif plaatsvindt.
De wrijvingskracht is de som van al deze schuifspanningen over het gehele wrijvingsoppervlak, het nat oppervlak A, waarbij alleen de component die evenwijdig is aan de relatieve beweging meetelt:
{\displaystyle R_{F}=\int _{A}\tau \cdot dA\cdot \cos \alpha }

## Grenslaag
Doordat het water aan de huid kleeft, ontstaat een grenslaag, waarbij de relatieve snelheid direct aan de scheepshuid nul is en op toenemende afstand groter wordt tot uiteindelijk de ongestoorde snelheid. De grenslaag is deels laminair en deels turbulent, waarbij de weerstand van de turbulente laag groter is. Waar bij het voorschip sprake is van laminaire stroming, ontstaat verder naar achteren een turbulente stroming. Daar is na een overgang nog sprake van een zeer dunne laminaire of viskeuze sublaag. De overgang van laminaire naar turbulente stroming is te bepalen aan de hand van het getal van Reynolds {\displaystyle \mathrm {Re} }. Dit is vernoemd naar Osborne Reynolds (1842-1912), en luidt:
{\displaystyle \mathrm {Re} ={v\cdot L \over \nu }}
waarbij:
{\displaystyle v}  = snelheid [m/s]
{\displaystyle L}   = lengte [m]
{\displaystyle \nu }   = kinematische viscositeit van het stromende medium [m2/s]
Bij lage waarden van Re is een stroming laminair, bij hoge waarden turbulent. Het omslagpunt (meestal een omslaggebied) is voor elke geometrie anders. 
Bij grote ruwheid of door de scheepsvorm kan loslating optreden, wat leidt tot een toename van de weerstand. Achter het loslatingspunt is sprake van een tegengestelde stroming.
De invloed van de ruwheid is:
{\displaystyle R_{F}=C_{F}{\begin{matrix}{\frac {1}{2}}\end{matrix}}\rho v_{0}^{2}A}
waarbij {\displaystyle {\begin{matrix}{\frac {1}{2}}\end{matrix}}\rho v_{0}^{2}} de stuwdruk is en {\displaystyle \rho } de dichtheid. Het ITTC heeft de wrijvingsweerstandcoëfficiënt {\displaystyle C_{F}} voor de correlatie tussen model en schip bepaald als:
{\displaystyle C_{F}={\frac {0,075}{(\log _{10}\mathrm {Re} -2)^{2}}}}

## Scheepsweerstanden
|                                              |                                              |                                              |                                              |                                              |                                              |                                     |                                     |                                               |                                               |                                               |                                               |                                               |                                               | Totale weerstand {\displaystyle R_{T}}        |                                               |                                               |                                               |                                          |                                          |                                              |                                              |                                              |                                              |                                              |                                              |  |  |  |  |  |  |  |  |  |  |  |  |
|                                              |                                              |                                              |                                              |                                              |                                              |                                     |                                     |                                               |                                               |                                               |                                               |                                               |                                               |                                               |                                               |                                               |                                               |                                          |                                          |                                              |                                              |                                              |                                              |                                              |                                              |  |  |  |  |  |  |  |  |  |  |  |  |
|                                              |                                              |                                              |                                              |                                              |                                              |                                     |                                     |                                               |                                               |                                               |                                               |                                               |                                               |                                               |                                               |                                               |                                               |                                          |                                          |                                              |                                              |                                              |                                              |                                              |                                              |  |  |  |  |  |  |  |  |  |  |  |  |
|                                              |                                              |                                              |                                              |                                              |                                              |                                     |                                     |                                               |                                               | Restweerstand {\displaystyle R_{R}}           | Restweerstand {\displaystyle R_{R}}           | Restweerstand {\displaystyle R_{R}}           | Restweerstand {\displaystyle R_{R}}           | Restweerstand {\displaystyle R_{R}}           | Restweerstand {\displaystyle R_{R}}           |                                               |                                               |                                          |                                          | Huidwrijvingweerstand {\displaystyle R_{FO}} | Huidwrijvingweerstand {\displaystyle R_{FO}} | Huidwrijvingweerstand {\displaystyle R_{FO}} | Huidwrijvingweerstand {\displaystyle R_{FO}} | Huidwrijvingweerstand {\displaystyle R_{FO}} | Huidwrijvingweerstand {\displaystyle R_{FO}} |  |  |  |  |  |  |  |  |  |  |  |  |
|                                              |                                              |                                              |                                              |                                              |                                              |                                     |                                     |                                               |                                               | Restweerstand {\displaystyle R_{R}}           | Restweerstand {\displaystyle R_{R}}           | Restweerstand {\displaystyle R_{R}}           | Restweerstand {\displaystyle R_{R}}           | Restweerstand {\displaystyle R_{R}}           | Restweerstand {\displaystyle R_{R}}           |                                               |                                               |                                          |                                          | Huidwrijvingweerstand {\displaystyle R_{FO}} | Huidwrijvingweerstand {\displaystyle R_{FO}} | Huidwrijvingweerstand {\displaystyle R_{FO}} | Huidwrijvingweerstand {\displaystyle R_{FO}} | Huidwrijvingweerstand {\displaystyle R_{FO}} | Huidwrijvingweerstand {\displaystyle R_{FO}} |  |  |  |  |  |  |  |  |  |  |  |  |
|                                              |                                              |                                              |                                              |                                              |                                              |                                     |                                     |                                               |                                               |                                               |                                               |                                               |                                               |                                               |                                               |                                               |                                               |                                          |                                          |                                              |                                              |                                              |                                              |                                              |                                              |  |  |  |  |  |  |  |  |  |  |  |  |
|                                              |                                              |                                              |                                              |                                              |                                              |                                     |                                     |                                               |                                               |                                               |                                               |                                               |                                               |                                               |                                               |                                               |                                               |                                          |                                          |                                              |                                              |                                              |                                              |                                              |                                              |  |  |  |  |  |  |  |  |  |  |  |  |
|                                              |                                              |                                              |                                              |                                              |                                              |                                     |                                     |                                               |                                               |                                               |                                               | Vormeffect op huidwrijving                    |                                               |                                               |                                               |                                               |                                               |                                          |                                          |                                              |                                              |                                              |                                              |                                              |                                              |  |  |  |  |  |  |  |  |  |  |  |  |
|                                              |                                              |                                              |                                              |                                              |                                              |                                     |                                     |                                               |                                               |                                               |                                               |                                               |                                               |                                               |                                               |                                               |                                               |                                          |                                          |                                              |                                              |                                              |                                              |                                              |                                              |  |  |  |  |  |  |  |  |  |  |  |  |
|                                              |                                              |                                              |                                              |                                              |                                              |                                     |                                     |                                               |                                               |                                               |                                               |                                               |                                               |                                               |                                               |                                               |                                               |                                          |                                          |                                              |                                              |                                              |                                              |                                              |                                              |  |  |  |  |  |  |  |  |  |  |  |  |
|                                              |                                              |                                              |                                              |                                              |                                              |                                     |                                     | Drukweerstand {\displaystyle R_{P}}           | Drukweerstand {\displaystyle R_{P}}           | Drukweerstand {\displaystyle R_{P}}           | Drukweerstand {\displaystyle R_{P}}           | Drukweerstand {\displaystyle R_{P}}           | Drukweerstand {\displaystyle R_{P}}           |                                               |                                               |                                               |                                               | Wrijvingsweerstand {\displaystyle R_{F}} | Wrijvingsweerstand {\displaystyle R_{F}} | Wrijvingsweerstand {\displaystyle R_{F}}     | Wrijvingsweerstand {\displaystyle R_{F}}     | Wrijvingsweerstand {\displaystyle R_{F}}     | Wrijvingsweerstand {\displaystyle R_{F}}     |                                              |                                              |  |  |  |  |  |  |  |  |  |  |  |  |
|                                              |                                              |                                              |                                              |                                              |                                              |                                     |                                     | Drukweerstand {\displaystyle R_{P}}           | Drukweerstand {\displaystyle R_{P}}           | Drukweerstand {\displaystyle R_{P}}           | Drukweerstand {\displaystyle R_{P}}           | Drukweerstand {\displaystyle R_{P}}           | Drukweerstand {\displaystyle R_{P}}           |                                               |                                               |                                               |                                               | Wrijvingsweerstand {\displaystyle R_{F}} | Wrijvingsweerstand {\displaystyle R_{F}} | Wrijvingsweerstand {\displaystyle R_{F}}     | Wrijvingsweerstand {\displaystyle R_{F}}     | Wrijvingsweerstand {\displaystyle R_{F}}     | Wrijvingsweerstand {\displaystyle R_{F}}     |                                              |                                              |  |  |  |  |  |  |  |  |  |  |  |  |
|                                              |                                              |                                              |                                              |                                              |                                              |                                     |                                     |                                               |                                               |                                               |                                               |                                               |                                               |                                               |                                               |                                               |                                               |                                          |                                          |                                              |                                              |                                              |                                              |                                              |                                              |  |  |  |  |  |  |  |  |  |  |  |  |
|                                              |                                              |                                              |                                              | Golfweerstand {\displaystyle R_{W}}          | Golfweerstand {\displaystyle R_{W}}          | Golfweerstand {\displaystyle R_{W}} | Golfweerstand {\displaystyle R_{W}} | Golfweerstand {\displaystyle R_{W}}           | Golfweerstand {\displaystyle R_{W}}           |                                               |                                               | Viskeuze drukweerstand {\displaystyle R_{PV}} | Viskeuze drukweerstand {\displaystyle R_{PV}} | Viskeuze drukweerstand {\displaystyle R_{PV}} | Viskeuze drukweerstand {\displaystyle R_{PV}} | Viskeuze drukweerstand {\displaystyle R_{PV}} | Viskeuze drukweerstand {\displaystyle R_{PV}} |                                          |                                          |                                              |                                              |                                              |                                              |                                              |                                              |  |  |  |  |  |  |  |  |  |  |  |  |
|                                              |                                              |                                              |                                              | Golfweerstand {\displaystyle R_{W}}          | Golfweerstand {\displaystyle R_{W}}          | Golfweerstand {\displaystyle R_{W}} | Golfweerstand {\displaystyle R_{W}} | Golfweerstand {\displaystyle R_{W}}           | Golfweerstand {\displaystyle R_{W}}           |                                               |                                               | Viskeuze drukweerstand {\displaystyle R_{PV}} | Viskeuze drukweerstand {\displaystyle R_{PV}} | Viskeuze drukweerstand {\displaystyle R_{PV}} | Viskeuze drukweerstand {\displaystyle R_{PV}} | Viskeuze drukweerstand {\displaystyle R_{PV}} | Viskeuze drukweerstand {\displaystyle R_{PV}} |                                          |                                          |                                              |                                              |                                              |                                              |                                              |                                              |  |  |  |  |  |  |  |  |  |  |  |  |
|                                              |                                              |                                              |                                              |                                              |                                              |                                     |                                     |                                               |                                               |                                               |                                               |                                               |                                               |                                               |                                               |                                               |                                               |                                          |                                          |                                              |                                              |                                              |                                              |                                              |                                              |  |  |  |  |  |  |  |  |  |  |  |  |
| Golfmakende weerstand {\displaystyle R_{WM}} | Golfmakende weerstand {\displaystyle R_{WM}} | Golfmakende weerstand {\displaystyle R_{WM}} | Golfmakende weerstand {\displaystyle R_{WM}} | Golfmakende weerstand {\displaystyle R_{WM}} | Golfmakende weerstand {\displaystyle R_{WM}} |                                     |                                     | Golfbrekende weerstand {\displaystyle R_{WB}} | Golfbrekende weerstand {\displaystyle R_{WB}} | Golfbrekende weerstand {\displaystyle R_{WB}} | Golfbrekende weerstand {\displaystyle R_{WB}} | Golfbrekende weerstand {\displaystyle R_{WB}} | Golfbrekende weerstand {\displaystyle R_{WB}} |                                               |                                               | Viskeuze weerstand {\displaystyle R_{V}}      | Viskeuze weerstand {\displaystyle R_{V}}      | Viskeuze weerstand {\displaystyle R_{V}} | Viskeuze weerstand {\displaystyle R_{V}} | Viskeuze weerstand {\displaystyle R_{V}}     | Viskeuze weerstand {\displaystyle R_{V}}     |                                              |                                              |                                              |                                              |  |  |  |  |  |  |  |  |  |  |  |  |
| Golfmakende weerstand {\displaystyle R_{WM}} | Golfmakende weerstand {\displaystyle R_{WM}} | Golfmakende weerstand {\displaystyle R_{WM}} | Golfmakende weerstand {\displaystyle R_{WM}} | Golfmakende weerstand {\displaystyle R_{WM}} | Golfmakende weerstand {\displaystyle R_{WM}} |                                     |                                     | Golfbrekende weerstand {\displaystyle R_{WB}} | Golfbrekende weerstand {\displaystyle R_{WB}} | Golfbrekende weerstand {\displaystyle R_{WB}} | Golfbrekende weerstand {\displaystyle R_{WB}} | Golfbrekende weerstand {\displaystyle R_{WB}} | Golfbrekende weerstand {\displaystyle R_{WB}} |                                               |                                               | Viskeuze weerstand {\displaystyle R_{V}}      | Viskeuze weerstand {\displaystyle R_{V}}      | Viskeuze weerstand {\displaystyle R_{V}} | Viskeuze weerstand {\displaystyle R_{V}} | Viskeuze weerstand {\displaystyle R_{V}}     | Viskeuze weerstand {\displaystyle R_{V}}     |                                              |                                              |                                              |                                              |  |  |  |  |  |  |  |  |  |  |  |  |
|                                              |                                              |                                              |                                              |                                              |                                              |                                     |                                     |                                               |                                               |                                               |                                               |                                               |                                               |                                               |                                               |                                               |                                               |                                          |                                          |                                              |                                              |                                              |                                              |                                              |                                              |  |  |  |  |  |  |  |  |  |  |  |  |
|                                              |                                              |                                              |                                              |                                              |                                              |                                     |                                     | Totale weerstand {\displaystyle R_{T}}        |                                               |                                               |                                               |                                               |                                               |                                               |                                               |                                               |                                               |                                          |                                          |                                              |                                              |                                              |                                              |                                              |                                              |  |  |  |  |  |  |  |  |  |  |  |  |